# Civello-Familie
Die Civello-Familie (Dallas Crime Family) war eine italo-amerikanische Mafiafamilie der amerikanischen Cosa Nostra mit Hauptsitz in Dallas (Texas). Einige Quellen besagen, dass die Familie seit dem Tod von Joseph Civello im Jahr 1970 nicht mehr organisiert sei, andere Quellen hingegen besagen, dass sie noch mindestens zwei Oberhäupter hatte, bis der letztere im Jahr 1990 verstarb.
Es wurde oft fälschlicherweise berichtet, dass die Dallas-Familie nur eine Fraktion der Matranga-Familie aus New Orleans sei, welche von Carlos Marcello kontrolliert wurde. Jedoch ist belegbar, dass zwei unverwechselbar getrennte Familien waren; Marcello war bis mindestens zu Civellos Tod im Jahr 1970 stets darauf bedacht, der Dallas-Familie nicht auf die Zehen zu treten. Zudem war Marcello nur 11 Jahre alt, als die Piranio-Brüder im Jahr 1921 nach Dallas gingen.

## Geschichte

### Von Corleone nach Dallas
Die Brüder Carlo und Joseph Piranio wuchsen in der gleichen sizilianischen Stadt namens Corleone auf, wie Giuseppe „Peter“ Morello von der Morello-Familie; die wohl erste italo-amerikanische Mafia-Familie mit der als typisch geltenden Struktur, wie sie noch heute für die amerikanische Cosa Nostra gilt. Im Jahr 1901, eingewandert aus Corleone, lebten sie in Shreveport (Louisiana) und verlagerten 1921 ihre Geschäfte nach Dallas. Oberhaupt Carlo übernahm mit seinem Underboss Joseph in den Folgejahren die Unterwelt von Dallas.
Während der Zeit der Prohibition in den Vereinigten Staaten kontrollierten die Brüder jede Flüsterkneipe der Stadt und besaßen Lebensmittelgeschäfte, die als Fassade für illegale Glücksspiel-Etablissements dienten.
Carlo starb im Jahr 1930 eines natürlichen Todes und sein Bruder Joseph übernahm die Kontrolle der Organisation. Er besaß eine Reihe von Bars, kontrollierte zahlreiche Glücksspiel-Operationen und lief einige kleinere Arbeitsschläger durch sein Baugewerbe.
Als Joseph im Jahr 1956 verstarb, ging die Macht an Joseph Civello über. Seit den frühen 1930er Jahren waren Civello und seine Bande, darunter sein Bruder Sam Civello, seine Cousins Louis und Leon Civello, Frank Ianni und Joe Cascio, für die Piranio-Brüder tätig.

### Neuer Chef von Dallas
Ein Jahr nachdem Civello an die Macht gekommen war, gehörte er zu den rund 100 Mafia-Mitgliedern, die 1957 an dem legendären Apalachin-Meeting teilnahmen; eine Zusammenkunft von fast allen Bossen der amerikanischen Cosa Nostra im November 1957, welche in der Gemeinde Apalachin im Bundesstaat New York stattfand und von der örtlichen Polizei gestürmt wurde. Civello und sein Soldato John Francis Colletti gehörten zu den 62 Mafiosi, die kurzzeitig verhaftet wurden.
Im Jahr 1960 wurde er wegen Verschwörung zur organisierten Kriminalität zu fünf Jahren Haft verurteilt, wurde aber 1961 wieder entlassen, da das Urteil gekippt werden konnte. Civellos ging weiterhin illegalen Aktivitäten nach und expandierte ebenso in legitime Geschäftsbereiche.
Civello starb am 17. Januar 1970 eines natürlichen Todes. Der Bundesrichter Irving Kaufman nannte Civello, laut einem Artikel von The Dallas Morning News vom 11. Januar 1976, einen „hochrangigen Verbrecher, der sich mit der Fassade des legitimen Geschäfts umhüllt hat.“

### Noch immer aktiv
Einige Quellen besagen, dass die Familie seit dem Tod von Joseph Civello nicht mehr organisiert sei und keine Führungsperson mehr hatte. Jedoch soll nach Civellos Tod der langjährige Capo namens Joseph Ianni, in enger Bindung zur Matranga-Familie die Führung übernommen haben.
Als Ianni bereits im Mai des Jahres 1973 ebenso eines natürlichen Todes starb, soll ein Capo namens Joseph Campisi bis zu seinem Tod im Jahr 1990 der Boss gewesen sein.
Wenn es noch eine aktive Verbrechenfamilie in Dallas gibt, würde die meisten sagen, dass Carlo „Corky“ Campisi der verantwortliche Mann ist.

## Historische Führung

### Oberhaupt der Familie
Nicht immer ist das Oberhaupt einer Familie so eindeutig zu identifizieren; insbesondere, wenn durch eine Haftstrafe ein anderes Familienmitglied in den Vordergrund rückt. Die Betrachtung von außen macht es nicht immer einfach, ein neues Oberhaupt als solches zu erkennen bzw. dessen genaue Amtszeit festzustellen.
Außerdem scheint sich gewissermaßen ein Präsidialsystem durchzusetzen; d. h. das Oberhaupt verlagert seine Macht mehr auf einen sogenannten „acting boss“ und/oder „street boss“, die ihrerseits wiederum das Oberhaupt als solches weiter anerkennen, auch wenn es zum Beispiel in Haft sitzen sollte.
| Zeitraum  | Name                   | Spitzname    | Lebenszeit | Todesursache    | Anmerkung                |
| --------- | ---------------------- | ------------ | ---------- | --------------- | ------------------------ |
| 1921–1930 | Carlo Tino Piranio     |              | 1876–1930  | natürlicher Tod |                          |
| 1930–1956 | Joseph T. Piranio      | J.T.         | ????–1956  | natürlicher Tod | Bruder von Carlo Piranio |
| 1956–1970 | Joseph Francis Civello |              | 1902–1970  | natürlicher Tod |                          |
| 1970–1973 | Joseph Ianni           | Joe          | 1913–1973  | natürlicher Tod | Sohn von Frank Ianni     |
| 1973–1990 | Joseph Campisi         | Eqyptian Joe | ????–1990  | Herzinfarkt     |                          |

### Underboss der Familie
Der Underboss ist die Nummer zwei in der Verbrecher-Familie, er ist der stellvertretende Direktor des Syndikats. Er sammelt Informationen für den Boss, gibt Befehle und Instruktionen an die Untergebenen weiter. In Abwesenheit des Bosses führt er die kriminelle Gruppe.
| Zeitraum  | Name                     | Spitzname | Lebenszeit | Todesursache    | Anmerkung                |
| --------- | ------------------------ | --------- | ---------- | --------------- | ------------------------ |
| 1921–1930 | Joseph T. Piranio        | J.T.      |            |                 |                          |
| 1930–1956 | Philip Civello           | Big Phil  | 1872–1959  | natürlicher Tod | Vater von Joseph Civello |
| 1956      | Frank Ianni              | Big Frank | ????–????  |                 | Vater von Joseph Ianni   |
| 1956–1959 | Charles Vincent Satarino | Charlie   | ????–1959  | natürlicher Tod |                          |
| 1959–1966 | Ross Musso               |           | ????–1975  | natürlicher Tod | wurde 1966 Consigliere   |
| 1966–1970 | Joseph Ianni             | Joe       | 1913–1973  | natürlicher Tod | wurde 1970 Boss          |
| 1970–1974 | Philip S. Bosco, Jr.     | Pump      | ????–1974  | natürlicher Tod |                          |
| 1974–1990 | John Douglas Campisi     | J.D.      | ????–????  |                 |                          |

### Consigliere der Familie
Auf derselben Ebene wie der Underboss steht der Consigliere, der Berater der kriminellen Familie. Es handelt sich meist um ein älteres Mitglied der Familie, das in seiner kriminellen Karriere die Stellung des Bosses nicht erreicht und sich nun teilweise von der aktiven kriminellen Tätigkeit zurückgezogen hat. Er berät den Boss und den Underboss und hat dadurch einen beträchtlichen Einfluss und erhebliche Macht.
| Zeitraum  | Name                  | Spitzname | Lebenszeit | Todesursache    | Anmerkung                      |
| --------- | --------------------- | --------- | ---------- | --------------- | ------------------------------ |
| 1925–1933 | Michael Angelo Genaro |           | 1856–1933  | natürlicher Tod |                                |
| 1933–1954 | John Genaro           |           | 1889–1954  | Herzinfarkt     | Sohn von Michael Angelo Genaro |
| 1954–1966 | Salvatore Lobello     | Sam       | 1883–1966  | natürlicher Tod |                                |
| 1966–1970 | Ross Musso            |           | ????–1975  | natürlicher Tod | war bis 1966 Underboss         |
| 1970–1976 | Johnny Ross Patrono   |           | 1925–1976  | natürlicher Tod |                                |